# Административна подела Ирске
Република Ирска је подељена на 34 подручне јединице, од чега су 29 окрузи, а 5 самосталних велеградови. У оквиру округа званично постоји још 80 градова (средњих, малих) са ограниченим овлашћењима самоуправе.

## Историјат
Првобитна, историјска подела Ирске као острва је на четири покрајине (Погледати: Ирске покрајине). Успостављање поделе на округе започето је 1605. године, са јачањем енглеске власти над острвом. Почетком 20. века постојало је 33 округа на острву.
Осамостаљењем Републике Ирске 1921. године преузета је подела на округе који су се нашли у оквиру нове државе (мањи део је остао у оквиру Уједињеног Краљевства, као део Северне Ирске). Уз мање промене овакво подручно устројство државе се задржало до краја века.
Новим законодавством из 2001. године дошло је до промена у циљу поједностављења, јер су 5 најважнијих градских насеља (тзв. „велеградови") издвојена из својих округа и постала самосталне подручне јединице. Остала, средња и мања градска насеља (њих 80) изгубила су одређене повластице у корист округа.

## Списак округа и велеградова
Окрузи и самостални (веле)градови у Републици Ирској су основни степен месне самоуправе. Они поседују значајне дужности и овлашћења у областима планирања, саобраћаја, услуга, јавне безбедности и деловања културних установа.
| Округ / велеград  | Матерњи назив енг. / ирс.                         | Историјска покрајина          | Становништво (2011) | Површина (km²) | Густина насељености | Седиште         | Ознака |
| ----------------- | ------------------------------------------------- | ----------------------------- | ------------------- | -------------- | ------------------- | --------------- | ------ |
| Вексфорд          | Wexford Loch Garman                               | Ленстер                       | 145.320             | 2.365,27       | 61,4                | Вексфорд        | WX     |
| Вестмид           | Westmeath An Iarmhí                               | Ленстер                       | 86.164              | 1.824,86       | 47,2                | Малингар        | WH     |
| Виклоу            | Wicklow Cill Mhantáin                             | Ленстер                       | 136.640             | 2.032,60       | 67,2                | Виклоу          | WW     |
| Даблин (град)     | Dublin Baile Átha Cliath                          | Ленстер                       | 527.612             | 117,61         | 4486,1              | Даблин          | D      |
| Дан Лири-Ратдаун  | Dún Laoghaire-Rathdown Dún Laoghaire–Ráth an Dúin | Ленстер                       | 206.261             | 126,95         | 1624,7              | Дан Лири        | D      |
| Јужни Даблин      | South Dublin Baile Átha Cliath Theas              | Ленстер                       | 265.205             | 223,01         | 1189,2              | Талат           | D      |
| Карлоу            | Carlow Ceatharlach                                | Ленстер                       | 54.612              | 897,90         | 60,7                | Карлоу          | CW     |
| Килдер            | Kildare Cill Dara                                 | Ленстер                       | 210.312             | 1.694,20       | 124,1               | Нејс            | KE     |
| Килкени           | Kilkenny Cill Chainnigh                           | Ленстер                       | 95.419              | 2.071,69       | 46,1                | Килкени         | KK     |
| Лауд              | Louth Lú                                          | Ленстер                       | 122.897             | 831,99         | 147,7               | Дандалк         | LH     |
| Лиш               | Laois Laois                                       | Ленстер                       | 80.559              | 1.719,46       | 46,8                | Портлиш         | LS     |
| Лонгфорд          | Longford An Longfort                              | Ленстер                       | 39.000              | 1.091,25       | 35,7                | Лонгфорд        | LD     |
| Мид               | Meath An Mhí                                      | Ленстер                       | 184.135             | 2.334,54       | 78,8                | Наван           | MH     |
| Офали             | Offaly Uí Failge                                  | Ленстер                       | 76.687              | 1.989,81       | 38,5                | Таламор         | OY     |
| Фингал            | Fingal Fine Gall                                  | Ленстер                       | 273.991             | 453,09         | 604,7               | Свордс          | D      |
| -                 | -                                                 | Ленстер                       | 2.504.814           | 19.774,23      | 126,7               | -               | -      |
| Вотерфорд (округ) | County Waterford Contae Phort Láirge              | Манстер                       | 113.795             | 1.817,13       | 61,2                | Вотерфорд       | W      |
| Типерари          | Tipperary Tiobraid Árann                          | Манстер                       | 158.754             | 2.257,94       | 36,8                | Клонмел и Нина  | T      |
| Кери              | Kerry Ciarraí                                     | Манстер                       | 145.502             | 4.734,65       | 30,7                | Трали           | KY     |
| Клер              | Clare Clár                                        | Манстер                       | 117.196             | 3.442,32       | 34,0                | Енис            | CE     |
| Корк (град)       | Cork Corcaigh                                     | Манстер                       | 119.230             | 39,61          | 3010,1              | Корк            | C      |
| Корк (округ)      | County Cork Contae Chorcaí                        | Манстер                       | 399.802             | 7.467,97       | 53,5                | Корк            | C      |
| Лимерик           | Limerick Luimnigh                                 | Манстер                       | 191.809             | 20,35          | 69,4                | Лимерик         | L      |
| -                 | -                                                 | Манстер                       | 1.246.088           | 24.607,52      | 50,6                | -               | -      |
| Голвеј (град)     | Galway Gaillimh                                   | Конот                         | 75.529              | 50,57          | 1493,5              | Голвеј          | G      |
| Голвеј (округ)    | County Galway Contae na Gaillimhe                 | Конот                         | 175.124             | 6.099,95       | 28,7                | Голвеј          | G      |
| Литрим            | Leitrim Liatroim                                  | Конот                         | 31.798              | 1.588,85       | 20,0                | Карик на Шенону | LM     |
| Мејо              | Mayo Maigh Eo                                     | Конот                         | 130.638             | 5.588,31       | 23,4                | Каслбар         | MO     |
| Роскомон          | Roscommon Ros Comáin                              | Конот                         | 64.065              | 2.548,04       | 25,1                | Роскомон        | RN     |
| Слајго            | Sligo Sligeach                                    | Конот                         | 65.393              | 1.837,46       | 35,6                | Слајго          | SO     |
| -                 | -                                                 | Конот                         | 542.547             | 17.713,18      | 30,6                | -               | -      |
| Донегол           | Donegal Dún na nGall                              | Алстер (део)                  | 161.137             | 4.859,51       | 33,2                | Лифорд          | DL     |
| Каван             | Cavan An Cabhán                                   | Алстер (део)                  | 73.183              | 1.931,88       | 37,9                | Каван           | CN     |
| Монахан           | Monaghan Muineachán                               | Алстер (део)                  | 60.483              | 1.295,92       | 46,7                | Монахан         | MN     |
| -                 | -                                                 | Алстер (изузев Северне Ирске) | 294.803             | 8.087,31       | 36,5                | -               | -      |
| Република Ирска   | -                                                 | -                             | 4.588.252           | 70.182,24      | 65,4                | -               | -      |

## Подела према НТСЈ-у
Подела према европској НТСЈ је новина од 1994. године, а везана је за усаглашавање подручног устројства свих чланица Европске уније. Пре датој поделу у оквиру републике постоје 2 НТСЈ-2 подручја и 8 НТСЈ-3 подручја.
НУТС 2: Постоје 2 подручја (регије):
1. Регија пограничних, средишњих и западних округа
2. Регија јужних и источних округа

НУТС 3: (број у загради означава регију на карти)
1. Даблинска НУТС-3 регија (Ирска) (5)
2. Западна НУТС-3 регија (Ирска) (2)
3. Југозападна НУТС-3 регија (Ирска) (7)
4. Југоисточна НУТС-3 регија (Ирска) (6)
5. Погранична НУТС-3 регија (Ирска) (1)
6. Средишња НУТС-3 регија (Ирска) (3)
7. Средњозападна НУТС-3 регија (Ирска) (8)
8. Средњоисточна НУТС-3 регија (Ирска) (4)